# سعادت‌شهر
سعادت‌شهر مرکز شهرستان پاسارگاد در استان فارس ایران است و در ۱۰۵ کیلومتری شمال شرقی شهر شیراز قراردارد
.

## تاریخ

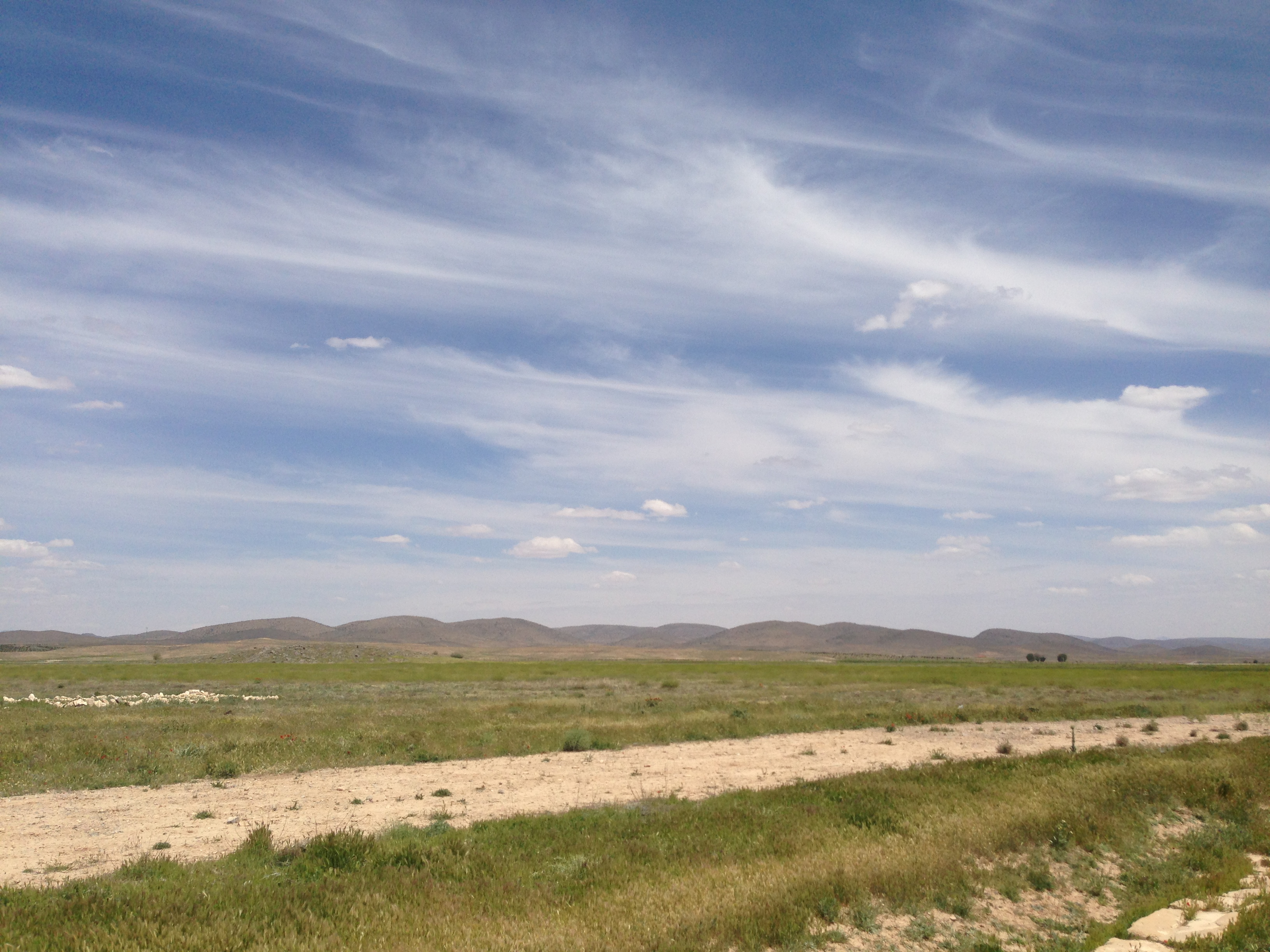
نمایی از دشت پاسارگاد

این شهر دارای پیشینه تاریخی بسیار کهن می‌باشد. تغییرنام این شهر در طول تاریخ باعث گردیده پیشینه تاریخی آن ناشناخته بماند. نام این شهر در لوح‌های گلی باروی تخت جمشید، کمینوش (Kaminush) (تحقیقات دکتر عبدالمجید ارفعی) و در فارسنامه ابن بلخی (سال تألیف پیش از ۵۱۰ هجری قمری و حدود ۱۰۰۰ سال پیش می‌باشد) کمه ذکر شده‌است. پس از آن کمین نام داشت که این نام هم‌اکنون نیز استفاده می‌شود چنانچه سعادتشهر را کمین و روستاهای توابع را با پسوند کمین نام‌گذاری می‌کنند از قبیل اکبرآباد کمین، علی‌آباد کمین، قوام آبادکمین و … سعادت شهر تاقرن حاضر نام‌های زیادی را بر خود دیده‌است از آن جمله اکلیدک، کلیدک یا کلیلک (در زمان قاجار), سعادت آباد در زمان پهلوی و سعادتشهر در حال حاضر. بعضی افراد به اشتباه نام انگبین یا انگبون به لهجه محلی یا عنگوون به املا غلط یکی از نام‌های آن می‌دانند که البته این نام، نام علی‌آباد کمین بوده‌است که در حال حاضر یکی از ۵ محله کنونی ان شهر می‌باشد.
با توجه به کاوش‌های انجام شده در تنگ بلاغی و کشف کاخ شاهی در آن محل و نیز (کاشت و تهیه فراورده‌های انگور پیشه تاریخی مردمان سعادت شهر بوده و هست) و دانستن سیر تغییر در موقعیت جغرافیایی سعادت شهر در طول تاریخ از سمت تنگ بلاغی به سمت مکان فعلی (وجود قبرستان‌های تاریخی از جمله قبرستان سنگی و نیز قبرستانی با قدمت بیش از هفتصد سال در باغات تخریب شده اطراف محله نایگرد که سنگ‌های آن توسط روستاییان جهت شالوده‌سازی استفاده می‌شده‌است و متأسفانه تمامی آثار آن در حال از بین رفتن می‌باشد و نیز بقایای تل کوشکک که هنوز هم بدون هیچ زحمتی می‌توان در آنجا تکه‌های سفال و بقایای انسانی را یافت بیانگر این مطلب می‌باشد که شهر قدیم کمه در پهنه‌ای به وسعت بین مکان فعلی، تل کوشکک و نایگرد بوده‌است و احتمالاً تل کوشکک درکرانه باختری ورودی جنوبی سعادت شهر بقایای حصار و باروی قدیمی آن یا معروفترین بنای آن می‌باشد. همان‌طور که در نزهةالقلوب حمدالله مستوفی (۷۴۰ قمری) ذکر شده کمه در فاصله کمی از رود پرواب (پلوار، بلاغی) قرار داشته‌است. این مسنله نیاز به تحقیقات بیشتری دارد.
در فارسنامه ابن بلخی در توصیف کمه نوشته شده‌است:
"کمه [۲] و فاروق و سیرا [۳]: شهرکی است و دیه هاء بزرگ و نواحی و هواء آن سرد است، معتدل، و آ ب هاء روان خوش دارد و میوه‌ها باشد از هر نوعی و نخجیرگاه است و همه آبادان است و به حومه آن «۴» جامع و منبر است. "
[۲]. در نزهة القلوب: کمین و فارق دو شهر است و توابع بسیار دارد و هوای معتدل و آب روان و غلّه و میوه بسیار بود و در آن حدود نخجیر بسیار است. (ص ۱۲۴). (و ر ک مسالک و ممالک: فاروق: ص ۹۹).
[۳]. لسترنج این نام را در ترجمه فارسنامه «لسیرا» آورده‌است.
در جایی دیگر در توصیف مرغزار کمه (دشت کمین) می‌گوید:
«... و مرغزار کمه و سروات، از جمله مرغزارهاء معروف نیست امّا چهار پا را عظیم سود دارد.»
در نزهة القلوب: مرغزار کمین و پرواب و خواست جان از مرغزارهای معروف نیست اما گیاهش با چهارپا سازگار بود و بهتر از دیگر جا یها. مرغزار نرگس به جوار کازرون و جره به حدود خان آزادمرد … (ص ۱۳۶)
کوتاه‌ترین راهی که از شیراز به اصفهان می‌رفت، جاده ما بین و دشت رون بود که در فارسنامه به عنوان جاده زمستانی ذکر گردیده‌است. جاده تابستانی طولانی‌ترین و خاوری‌ترین دو جاده دیگر بود که از اصطخر به کمین و از آنجا به پازارگاد، یعنی مشهد مادر سلیمان، و از آنجا به ده بید می‌رفت و از ده بید به سمت راست راهی از این جاده منشعب می‌شد که به یزد می‌رسید و امتداد راه اصفهان به سمت باختر بود و تا سرمق و دهکده آباده و از آنجا به یزد خواست و قمشه. کمین از ساحل خاوری رودخانه پلوار دور نبود و به گفته حمد اللّه مستوفی. «توابع بسیار دارد و هوای معتدل و آب روان و غله و میوه بسیار بود». بالاتر از آن سرپیچ رودخانه پلوار پازارگاد و مقبره کورش واقع است که مسلمین آن را مشهد مادر سلیمان می‌دانند:
ابن بلخی در بیان راه‌های بین شیراز و اصفهان سه راه اصلی نام می‌برد که یکی از این راه‌ها، خاوری‌ترین راه از مسیر اصطخر به کمه و پاسارگاد می‌باشد. این راه، راه تابستانی بوده و کمه در این مسیر (به گفته ابن بلخی، مسیر اصطخر) قرار داشته‌است. لازم است ذکر شود بین منزل سوم، اصطخر، و منزل چهارم، کمه، راه از فاروق می‌گذشته و پس از یک راه کوهستانی بین فاروق و کمه که هنوز هم این راه وجود دارد و از فاروق شروع شده و به سمت دامنه شمالی کوه در جوار روستاهای علی رسیده کمین و حسن‌آباد کمین به سمت سعادتشهر امتداد می‌یابد و ابن بلخی مسافت آن را ۶ فرسنگ ذکر کرده‌است.
"ابتدا این مسافت‌ها، از شیراز کرده آمد، به حکم آنک میانه ولایت است. از شیراز تا حدود اصفهان، راه جادّه سه راه است: راه مایین و رون، راه اصطخر، راه سمیرم. از این جملت راه مایین و رون، از شیراز تا یزد خواست کی حدّ است میان پارس و اصفهان، پنجاه و دو فرسنگ :...
راه اصطخر هم از یزد خواست بیرون آید برصوب اقلید و سرمق، شست و نه فرسنگ. این راه کی درازترست، امّا راه زمستانی این است کی دیگر راه‌ها ببندد:
- منزل اوّل: از شیراز تا زرقان، هفت فرسنگ.
- منزل دوم: پا و دست، شش فرسنگ.
- منزل سوم: اصطخر، چهار فرسنگ.
- منزل چهارم: کمه، شش فرسنگ.
- منزل پنجم: کمهنک، چهار فرسنگ.
- منزل ششم: دیه بید، هشت فرسنگ.
- منزل هفتم: دیه پولند، هفت فرسنگ.
- منزل هشتم: سرمق، هفت فرسنگ.
- منزل نهم: آباده، پنج فرسنگ.
- منزل دهم: شورستان، هفت فرسنگ.
- منزل یازدهم: یزد خواست، هشت فرسنگ.

همین‌طور در مسیر کثه (یزد) نیز به عنوان منزل سوم نام می‌برد.
ابن بلخی در جایی که از غضب سلطان مسعود بن سلطان محمود بر اسماعیلیان و شبانکاره سخن می‌گوید از بیرون راندن آنان توسط سلطان از کمه نیز می‌گوید:
" کی پادشاه نبود آن بطن، امّا از جمله اصفهبدان بودند و در عهد اسلام، چون لشکر عرب، پارس بگرفتند، این قوم را چون دیگر پارسیان، قهر کردند و آواره شدند و به شبانی و گوسپندداری افتادند و مقام به «ضادشور بانان» کردند از «دشت آورد» و آنجا مرغزار و آب است و این اسماعیلیان را چهار پا و گوسپند جمع آمد و نیز قوی تر شدند، پس چون سلطان مسعود، به اصفهان آمد و تاش فرّاش را بگماشت و آن روزگاری بود به اضطراب، این اسماعیلیان در اعمال اصفهان، دست درازی می‌کرده‌اند و راه می‌داشتند، تاش فرّاش تاختن آورد و ایشان را بغارتید و خلقی را بکشت و دیگران، بگریختند و به کمه و فاروق رفتند و یک چندی آنجا می‌بودند و پادشاهان پارس دیلم بودند، پس ایشان را رضا نکردند کی آنجا باشند و همه ساله از کوه به کوه می‌گشتند تا به آخر روزگار با کالیجار، برفتند و دارابجرد به دست گرفتند و دولت دیلم به انجام رسیده بود و دفع ایشان نتوانستند کردن و ایشان، بسیار شدند و قومی گشتند و اصل این قوم در آن وقت دو برادر بودند: یکی محمّد بن یحیی و این محمّد پدر سلک بود، کی حسویه پسر اوست. … "
شهر سعادت شهر هم‌اکنون از ۵ محله سعادت شهر، علی‌آباد، بوکان، سراج آباد و نواجرد (نایگرد) تشکیل شده‌است.

## فرهنگ و مذهب
مردم این شهرستان با بیش از ۹۹٫۸٪ مسلمان و شیعه هستند.
نژاد بومی مردم شهرستان پارسی(اعم از لر و باصری روستا نشینان) است اما اقوام و طوایف مهاجر از قبیل ایل عرب خمسه و قشقایی نیز دیده می‌شود. مردم این دیار به لهجه هایی از زبان پارسی پهلوی صحبت می کنند

## اقتصاد
اقتصاد این شهر متکی بر کشاورزی و صنایع غذایی می‌باشد. کارخانه‌های کشت وصنعت، و چهاب وکارخانه شالی کوبی اعتماد در این شهرستان و در زمینه صنایع غذایی فعالیت دارند. و در تولید بذر، کارگاه تولید بذراعتماد فعالیت دارد. زمین‌های قصرالدشت این شهرستان از لحاظ منابع آب، خاک و نیز موقعیت جغرافیایی بسیار مستعد بوده و در مسیر جاده و راه‌آهن شیراز-اصفهان قرار دارد. وباغات انگور محله علی‌آباد نیز دارای خاکی حاصل خیز است.
همچنین وجود آثار تاریخی بر جاذبه‌های گردشگری این منطقه افزوده‌است. از مناطق تفریحی این شهر می‌توان به چشمه ابوالمهدی، تنگه پیر چوپان، قصر الدشت، جنگل ارسنجان، تنگه سعادت شهر و باغ قوام می‌توان نام برد که از مناطق زیبای ایران می‌باشد.